# Подпругина, Елизавета Дмитриевна
Елизаве́та Дми́триевна Подпру́гина (1928 — ?) — советский передовик производства, депутат Верховного Совета СССР V созыва.

## Биография
Родилась в селе Павловка Ламского района Козловского округа Центрально-Чернозёмной области РСФСР (ныне в Бондарском районе Тамбовской области), в семье крестьянина-бедняка. В 1939 году вместе с родителями переехала жить на Дальний Восток. Окончила 6 класов на станции Ружино Приморской железной дороги и решила стать железнодорожником. Окончив Ружинское железнодорожное училище, в 1943 году начала работать слесарем-инструментальщиком на 3-м вагоно-ремонтном пункте станции Ружино, затем трудилась на станции Ворошиловск-Уссурийский слесарем-автоматчиком. В сентябре 1947 года командирована в Южно-Сахалинск, поступает на паровозо-ремонтный завод и работает слесарем-автоматчиком, а затем также машинистом компрессорной установки. Активно участвует в социалистическом соревновании. 
В 1957 году избрана депутатом Сахалинского областного Совета депутатов трудящихся. В феврале 1958 года выдвинута коллективами паровозо-вагоноремонтного и рудоремонтного завода Южно-Сахалинска кандидатом в депутаты Верховного Совета СССР V созыва от Южно-Сахалинского избирательного округа №296. Избрана в  ходе выборов 16 марта.
О дальнейшей жизни после 1962 года достоверных сведений нет.